# سلف‌خری
پیش خرید نقدی محصولات تولیدی به قیمت معین را سلف خری می‌گویند در این نوع معامله که سلم کاری نیز نامیده می‌شود. بازرگانان خریدار، محصولی را که دهقان چندماه دیگر به دست خواهد آورد از قبل معامله می‌کنند و بابت آن بیعانه أی به او می‌دهند و تعهد می‌گیرند که کالا به بهایی ارزانتر از بازار تحویل داده شود. این نوع معامله سلف خری یا بنابر فقه اسلام بیع سلم نامیده می‌شود.